# Пермский военный институт войск национальной гвардии
Пермский военный институт войск национальной гвардии (ПВИ ВНГ РФ) — высшее военно-учебное заведение ФСВНГ РФ, основанное 26 октября 1981 года, готовящее офицеров для службы в войсках национальной гвардии Российской Федерации.
День годового праздника — 26 октября.

## Основная история
Постановлением Совета Министров СССР от 26 октября 1981 года и приказом министра внутренних дел генерала армии Н. А. Щёлокова от 7 ноября того же года на базе 489-го учебного полка 84-й конвойной дивизии ВВ МВД СССР было создано Пермское высшее военное командное училище, которому была поставлена задача осуществлять подготовку офицеров для Внутренних войск МВД СССР.
В 1991 году после распада Советского Союза в Пермское высшее военное командное училище были переведены курсанты-кинологи из сокращённого Высшего пограничного командного ордена Октябрьской Революции Краснознаменного училища КГБ СССР имени Ф. Э. Дзержинского и создана кафедра кинологии. В 1992 году в Пермское высшее военное командное училище были переведены курсанты из Харьковского высшего военного училища тыла МВД СССР имени Ф. Э. Дзержинского.
8 июля 1992 года приказом министра внутренних дел № 223 Пермское высшее военное командное училище было преобразовано в высшее военное командно-тыловое училище.
15 июля 1996 года Постановлением Правительства Российской Федерации № 589 и приказом министра внутренних дел России № 035 Пермское высшее военное командно-тыловое училище было преобразовано в Пермский военный институт внутренних войск МВД Российской Федерации.
5 апреля 2016 года согласно Указу Президента России № 157 и приказу директора ФСВНГ РФ от 24 октября того же года за № 334 Пермский военный институт ВВ МВД РФ был переименован в Пермский военный институт войск национальной гвардии Российской Федерации.
В структуре Войск национальной гвардии Российской Федерации Пермский военный институт является единственным военно-учебным заведением готовящим офицеров с высшим военным образованием по восьми специальностям. За период существования институтом было подготовлено около шести тысяч двести девяносто девять офицеров из которых шестьдесят пять получили золотую медаль и диплом с отличием. Более двести тридцати офицеров института принимали участие в выполнении служебно-боевых задач в северо-Кавказском регионе участвуя в Первой и Второй чеченских войнах, двадцать три офицера — выпускника института погибли при исполнении служебного долга.

### История наименований
- 1981 — Пермское высшее военное командное училище ВВ МВД СССР
- 1992 — Пермское высшее военное командно-тыловое училище ВВ МВД РФ
- 1996 — Пермский военный институт ВВ МВД РФ
- 2016 — Пермский военный институт войск национальной гвардии Российской Федерации

## Структура института
Основной источник:

### Факультеты
- Факультет инженерного обеспечения
- Факультет тыла
- Факультет кинологический
- Факультет связи
- Факультет артиллерийского вооружения
- Факультет технического обеспечения
- Факультет повышения квалификации
- Факультет информационных технологий и защиты информации

### Кафедры
- Кафедра общеинженерных дисциплин
- Кафедра математики и физики
- Кафедра тактики и служебно-боевого применения
- Кафедра огневой подготовки
- Кафедра физической подготовки
- Кафедра иностранных языков

## Начальники института
Основной источник:
- генерал-майор Ходов А. А. (1981—1987)
- генерал-майор Захарченко В. А. (1987—1991)
- генерал-майор Микитенко Л. Е.(1991—1992)
- генерал-майор Сикерин В. Г. (1992—1995)
- генерал-майор Погорелов В. Н. (1995—2005)
- генерал-майор Капищенко В. М. (2005—2014)
- генерал-майор Гонцов Б. И. (2014—2016)
- генерал-майор Владимир Купавский (2016—2020; снят с должности в связи с возбуждением уголовного дела[4])
- генерал-майор Русанов Е. М. (2021—2023)
- врид полковник Стовбун Ю.И. (с 2023 по январь 2024)
- врид полковник Сиволапов Ф. А (с января 2024 по настоящее время)

## Награды
- Почётная грамота Президиума Верховного Совета РСФСР (22.08.1982[3])